# Li Jinzhang
Li Jinzhang, em chinês simplificado 李金章,  (condado de Huanghua, Cangzhou, 12 de novembro de 1954 - ), é um ex-diplomata da República Popular da China, que atuou como embaixador desse país no México e no Brasil, quando se aposentou em 2018.

## Biografia
Formou-se pela Escola de Línguas Estrangeiras de Pequim em 1972 e a seguir ingressou no Ministério das Relações Exteriores e, no mesmo ano, foi enviado para estudar na Universidade de Havana, em Cuba.

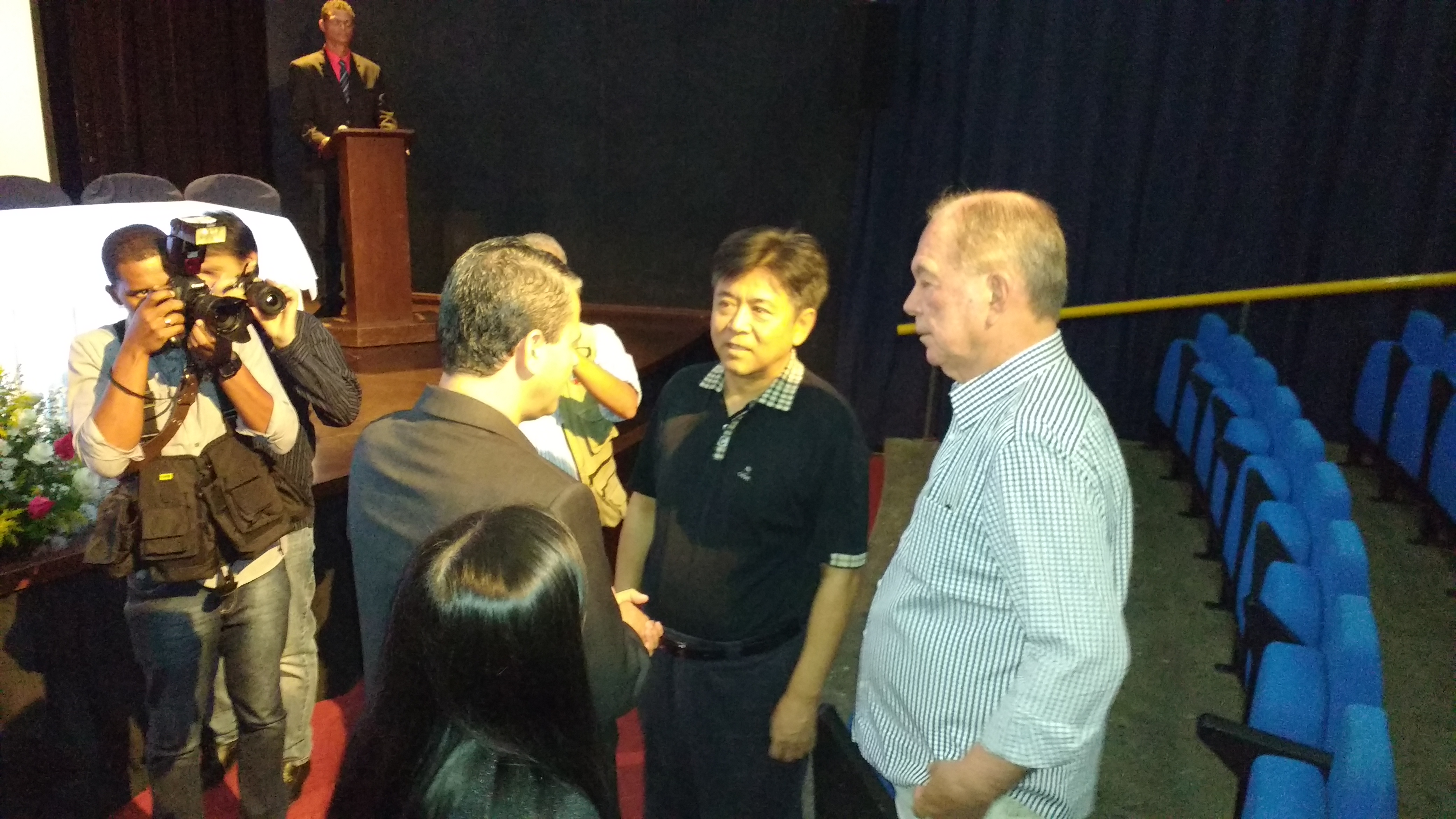
Visita de Li a Caetité, na Bahia, em 2017

Após se formar em Cuba, trabalhou como funcionário na embaixada chinesa ali. Em 1980 retornou ao país natal e atuou como terceiro secretário e vice-diretor do Departamento das Américas e Oceania do Ministério das Relações Exteriores. Em 1988 foi designado como Primeiro-Secretário da Embaixada na Nicarágua. Em 1990 foi transferido para a função de Conselheiro na embaixada em Cuba e três anos depois retornou mais uma vez, para estudar na Universidade de Relações Exteriores da China. Em 1998 foi promovido a Diretor do Departamento Latino-Americano do Ministério das Relações Exteriores e a partir de 2001 deu início à carreira de embaixador, servindo no México.
Em 2003 regressou à China e serviu como Ministro Adjunto. Em 2006 foi promovido a Vice-Ministro dos Negócios Estrangeiros da República Popular da China. Em janeiro de 2012 atuou como Embaixador da República Popular da China no Brasil.
Em dezembro de 2018 renunciou a suas funções e se aposentou oficialmente, despedindo-se da embaixada junto ao ministro brasileiro de relações internacionais, Nunes Marques. Naquele ano Li foi condecorado com "a mais alta medalha diplomática do país", a “Medalha Grã-Cruz da Ordem Nacional do Cruzeiro do Sul”.